# Zeina Nassar
Zeina Nassar (* 1998 in Berlin) ist eine deutsche Boxerin.

## Leben
Zeina Nassar ist als Tochter libanesischer Eltern in Berlin-Kreuzberg aufgewachsen. Sie hat eine Schwester und zwei Brüder. Ihre Eltern stammen aus Tyros (Sur) im Süd-Libanon. Als sie 13 Jahre alt war, begann sie – inspiriert von einem Video auf YouTube – mit dem Boxsport. 2018 gewann sie in der Gewichtsklasse im Profiboxen bis 57 kg die deutsche Meisterschaft. Da Nassar mit Kopftuch kämpft, blieb ihr die Teilnahme an den U22-Europameisterschaften im Boxen wegen der internationalen Kleidervorschriften verwehrt. 2019 wurden auf ihren Druck hin die internationalen Wettkampfregeln geändert, sodass Frauen nun auch im Hidschab boxen dürfen. Nassar studiert Erziehungswissenschaften und Soziologie in Potsdam.

## Trivia
In der Webserie Druck hatte sie einen Kurzauftritt (Staffel 4, Folge 7) und spielte sich selbst.

## Werke
- Dream Big: Wie ich mich als Boxerin gegen alle Regeln durchsetzte, Carl Hanser, Berlin 2020, ISBN 978-3446266544; Hörbuch: USM Audio, Autorinnenlesung, ISBN 978-3-8032-9223-0